# Rafaelia texana
Rafaelia texana är en tvåvingeart som först beskrevs av Aldrich 1916.  Rafaelia texana ingår i släktet Rafaelia och familjen köttflugor. Inga underarter finns listade i Catalogue of Life.